# Grand Prix automobile de Monaco 1977
Résultats du Grand Prix de Monaco 1977, couru sur le circuit de Monaco le 22 mai 1977.

## Classement
| Pos  | N° | Pilote             | Écurie             | Tours | Temps/Abandon      | Grille | Points |
| ---- | -- | ------------------ | ------------------ | ----- | ------------------ | ------ | ------ |
| 1    | 20 | Jody Scheckter     | Wolf-Ford          | 76    | 1 h 57 min 52 s 77 | 2      | 9      |
| 2    | 11 | Niki Lauda         | Ferrari            | 76    | +0 s 09            | 6      | 6      |
| 3    | 12 | Carlos Reutemann   | Ferrari            | 76    | +32 s 8            | 3      | 4      |
| 4    | 2  | Jochen Mass        | McLaren-Ford       | 76    | +34 s 6            | 9      | 3      |
| 5    | 5  | Mario Andretti     | Lotus-Ford         | 76    | +35 s 55           | 10     | 2      |
| 6    | 17 | Alan Jones         | Shadow-Ford        | 76    | +36 s 61           | 11     | 1      |
| 7    | 26 | Jacques Laffite    | Ligier-Matra       | 76    | + 1 min 04 s 44    | 16     |        |
| 8    | 19 | Vittorio Brambilla | Surtees-Ford       | 76    | + 1 min 08 s 64    | 14     |        |
| 9    | 16 | Riccardo Patrese   | Shadow-Ford        | 75    | + 1 tour           | 15     |        |
| 10   | 22 | Jacky Ickx         | Ensign-Ford        | 75    | + 1 tour           | 17     |        |
| 11   | 34 | Jean-Pierre Jarier | Penske-Ford        | 74    | + 2 tours          | 12     |        |
| 12   | 24 | Rupert Keegan      | Hesketh-Ford       | 73    | + 3 tours          | 20     |        |
| Abd. | 6  | Gunnar Nilsson     | Lotus-Ford         | 51    | Boîte de vitesses  | 13     |        |
| Abd. | 7  | John Watson        | Brabham-Alfa Romeo | 48    | Boîte de vitesses  | 1      |        |
| Abd. | 4  | Patrick Depailler  | Tyrrell-Ford       | 46    | Boîte de vitesses  | 8      |        |
| Abd. | 18 | Hans Binder        | Surtees-Ford       | 41    | Alimentation       | 19     |        |
| Abd. | 28 | Emerson Fittipaldi | Copersucar-Ford    | 37    | Moteur             | 18     |        |
| Abd. | 1  | James Hunt         | McLaren-Ford       | 25    | Moteur             | 7      |        |
| Abd. | 8  | Hans-Joachim Stuck | Brabham-Alfa Romeo | 19    | Panne électrique   | 5      |        |
| Abd. | 3  | Ronnie Peterson    | Tyrrell-Ford       | 10    | Freins             | 4      |        |
| Nq.  | 37 | Arturo Merzario    | March-Ford         |       | Non qualifié       |        |        |
| Nq.  | 33 | Boy Hayje          | March-Ford         |       | Non qualifié       |        |        |
| Nq.  | 25 | Harald Ertl        | Hesketh-Ford       |       | Non qualifié       |        |        |
| Nq.  | 22 | Clay Regazzoni     | Ensign-Ford        |       | Non qualifié       |        |        |
| Nq.  | 9  | Alex Ribeiro       | March-Ford         |       | Non qualifié       |        |        |
| Nq.  | 10 | Ian Scheckter      | March-Ford         |       | Non qualifié       |        |        |

Légende :
- Abd.=Abandon

## Pole position et record du tour
- Pole position : John Watson en 1 min 29 s 86 (vitesse moyenne : 132,686 km/h).
- Tour le plus rapide : Jody Scheckter en 1 min 31 s 07 au 35e tour (vitesse moyenne : 130,923 km/h).

## Tours en tête
- Jody Scheckter : 76 (1-76)

## Statistiques
- 6e victoire pour Jody Scheckter.

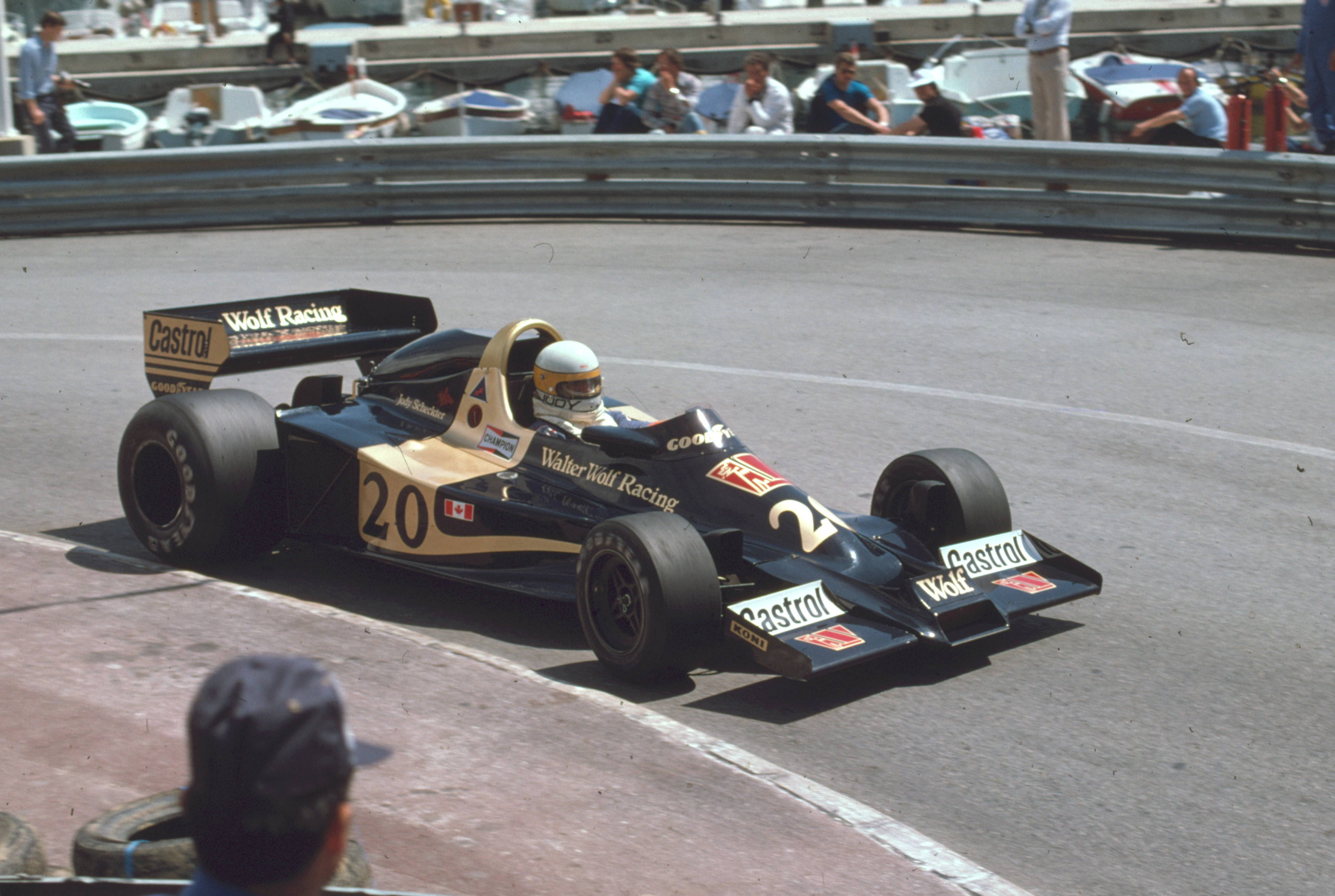
Jody Scheckter sur Wolf - Monaco 1977

- 2e victoire pour Wolf en tant que constructeur.
- 100e victoire pour Ford Cosworth en tant que motoriste.